# Psychotria le-ratii
Psychotria le-ratii är en måreväxtart som beskrevs av André Guillaumin. Psychotria le-ratii ingår i släktet Psychotria och familjen måreväxter. Inga underarter finns listade i Catalogue of Life.